# ジェームズ・レヴァイン
ジェームズ・ローレンス・レヴァイン（James Lawrence Levine, 1943年6月23日 - 2021年3月9日）は、アメリカ合衆国の指揮者、ピアニスト。愛称はジミー。

## 人物・来歴
ジェームズ・レヴァインは、1943年、オハイオ州シンシナティのユダヤ系音楽家の家庭に生まれる。祖父はシナゴーグの楽長、父親ラリー・レヴァイン（芸名ラリー・リー）はダンス・バンドのリーダー兼ヴァイオリニスト、母親ヘレン・レヴァインは女優。

## 生涯

### デビュー
幼児期からピアノを始め、10歳でシンシナティ交響楽団のユース・コンサートでデビュー。1956年にマールボロ音楽院でルドルフ・ゼルキンにピアノを師事。その翌年にはアスペン音楽院でヨゼフ・レヴィーンにも薫陶を受ける。1961年にジュリアード音楽院に入学、ジャン・モレルに指揮を学ぶ。ジュリアードを卒業後、ボルティモア交響楽団のプロジェクトに参加後、クリーヴランド管弦楽団でジョージ・セルの指揮見習いと助手を1970年まで務める。1970年にフィラデルフィア管弦楽団の客演指揮者として指揮者デビュー。同年オペラ指揮者としてもデビュー。アメリカのオケではシカゴ交響楽団と関係が深く、これまでラヴィニア音楽祭、シンシナティ五月音楽祭の音楽監督を務めた。

### メトロポリタン歌劇場
メトロポリタン歌劇場と関係が非常に深い。ドナルド・キーンは、
と語っている。レヴァインは1971年6月の『トスカ』の記念公演で初めてこの劇場の指揮台に立ち、大成功をおさめた。その後も同劇場に出演を重ねる事となり、首席指揮者に任命される。1975年より音楽監督、1986年からは（同劇場で史上初の）芸術監督に就任。世界の大歌劇場、コンサートオーケストラとしても類をみない長期在任が現在まで続いた。
2017年、レヴァインは健康上の理由からメトロポリタン歌劇場芸術監督を退任するが、その後も同劇場名誉音楽監督の称号を得て同劇場での演奏を続けた。しかし、2018年に性的スキャンダル（後述）によってメトロポリタン歌劇場から解任された。
メトロポリタン歌劇場管弦楽団およびそのメンバーで編成された室内オーケストラは、忙しいオペラ公演の合間を縫って定期公演にも力をいれている。また、国際的な演奏旅行も行なっており、2002年には還暦記念公演として、メトロポリタン歌劇場管弦楽団・合唱団とワールド・ツアーを行い、日本では東京文化会館で公演している。メトロポリタン歌劇場においてレヴァインが取り組んできたレパートリーは非常に広範かつ多彩な演目である。同歌劇場におけるデビュー25周年記念事業では、この機会のために特別に委嘱されたジョン・ハービソンのオペラ『華麗なるギャツビー』が上演された。

### ミュンヘン・フィルハーモニー管弦楽団
1999年にセルジュ・チェリビダッケの死後空席になっていたミュンヘン・フィルの音楽監督に就任。メトロポリタン歌劇場を除き、レヴァインがオーケストラ専任の音楽監督を務めるのはこれが最初である。レヴァインはここを拠点にヨーロッパ音楽界での足掛かりとするはずであったが、団員のオーディションにも立ち会わず、リハーサルもきわめて短くオーケストラと過ごす時間が短い、などチェリビダッケと全く異なるレヴァインの音楽性が、批評家や観客からも不評を買い短い任期で終ってしまう。

### ボストン交響楽団
2004年には小澤征爾の後任として、ボストン交響楽団の音楽監督にも就任した。この契約によって、アメリカ国内のオケへの客演は制限されるようになったものの、ベルリン・フィルハーモニー管弦楽団、ロンドン・フィルハーモニー管弦楽団、シュターツカペレ・ドレスデン等ヨーロッパの楽団には今も客演している。録音活動のペースは低下したが、2009年にボストン交響楽団の自主レーベルであるBSO Classicsから発売されたラヴェル『ダフニスとクロエ』の全曲ライブ録音がグラミー賞（最優秀オーケストラ・パフォーマンス）を受賞。

### 客演活動
ウィーン・フィルハーモニー管弦楽団とはかつてはしばしば定期公演に招かれ海外ツアーも行うほど密接であったが、ドイツ・グラモフォンとのCD録音が打ち切られて以後は疎遠になった。ザルツブルク音楽祭とは1975年以来の付き合いになる。2011年9月に退任したが、あくまで負担軽減のための辞任であるため、客演は続けていくことがアナウンスされている。バイロイト音楽祭には、1982年に「パルジファル」初演百周年の記念年においてデビュー。レヴァインは1980〜1990年代バレンボイム、シノーポリとともにこの時期の音楽祭を支える中核的指揮者のひとりであった。ピアニストとしても優秀であり、室内楽や歌曲の伴奏の録音もある。ラヴィニア音楽祭のライヴ録音には、自ら指揮しながらチェンバロを弾いて、バッハの『ブランデンブルク協奏曲第5番』を演奏したものがある。1998年には「三大テノール」のコンサートでパリ管弦楽団を指揮している。

### 健康問題
2006年3月1日、レヴァインはボストン交響楽団との演奏会終了直後、カーテンコールで観客の拍手に応えていた際にステージ上で転倒した。転倒後すぐ立ち上がり、突然のアクシデントに拍手を止めて心配する観客の前で、軽くダンスを披露するなど何事もないことをアピールしていた。しかし骨折こそ免れたものの、右肩の腱を激しく断裂する怪我をしていたことがわかり、手術と療養のため6月のメトロポリタン歌劇場来日公演を含むすべての公演・演奏会への出演をキャンセルすることになった。その後、手術と療養を経て同年7月7日のタングルウッド音楽祭でステージに復帰。
このアクシデント以外でも、近年のレヴァインには（おそらく巨躯が故の）坐骨神経痛や腰痛などの健康不安をいくつも抱え、2008年には悪性腫瘍が見つかった右腎臓を摘出、2009年に最初の、2010年に二度目の椎間板手術を受けるなど、不調によるキャンセルも増えてきており、2011年3月にはボストン交響楽団の音楽監督を同年9月付で辞任すると発表、2011年6月に予定されていた訪日もキャンセルとなっている（代役はファビオ・ルイージ）。
また、2012-13年シーズンいっぱいも指揮をしないことを、芸術監督を務めているメトロポリタン歌劇場が発表した。2011年だけでも3度の手術を受けており、レヴァインは「ファンにも歌劇場にも大変申し訳ないが、スタッフと相談して決断した。腰の状態を完全なものにして、必ずステージに戻ってくる」と語っている。
2012年には、1994年頃からパーキンソン病を患っていることも明らかにしている。2013年5月19日にメトロポリタン歌劇場管弦楽団とのカーネギー・ホールでのコンサートで指揮活動を再開。

### 性的不正行為問題
2017年12月2日、40代男性が、男性が15歳だった1985年から数年間にわたり、レヴァインより性器を触られたり目前で裸になり自慰行為を強要されるなどの行為を受けたため自殺を考えるまでに思いつめていたとニューヨーク・ポストが報じた。男性は2016年、イリノイ州警察にレヴァインを性的いたずら (molestation) で告発したが、性的同意年齢に関するイリノイ州法などを理由にレヴァインに対する刑事訴追は行われなかったという。
これが報道された翌日の12月3日には、メトロポリタン歌劇場がレヴァインを次シーズンのプログラムから外すことを発表。歌劇場側は調査をすすめた結果、レヴァインによる性的不正行為 (sexual misconduct）の証拠が出たとして、2018年3月12日にレヴァインを解雇した。レヴァインはこの手続きを不服として歌劇場側を提訴、歌劇場側も直前の変更によって損失をこうむったとしてレヴァインを提訴した。翌2019年8月に、詳細が明かされないまま両者が和解したと報道された。

### 死去
2021年3月9日、カリフォルニア州パームスプリングスにて死去。77歳没。明確な死因は公表されていない。